# Конституционное совещание Российской Федерации
Конституционное совещание — конференция представителей органов государственной власти, местного самоуправления и общественных организаций, созванная Президентом Российской Федерации Б. Н. Ельциным в 1993 году для завершения подготовки альтернативного проекта новой Конституции Российской Федерации (т. н. «президентский» проект). Причиной созыва явилось недовольство проектом Конституции, разработанным Конституционной комиссией Съезда народных депутатов.
Открылось 5 июня 1993 года в Москве в Мраморном зале 14-го корпуса Кремля в соответствии с указом Президента России от 2 июня 1993 года № 840 «О порядке работы Конституционного совещания». Первый этап деятельности Конституционного совещания завершился подписанием участниками совещания 12 июля 1993 года доработанного и согласованного на нём проекта Конституции РФ.
Президентский проект Конституции создавался под эгидой трёх человек, С. С. Алексеева, А. А. Собчака и С. М. Шахрая — они были лидерами процесса, но всего в Конституционном совещании участвовало более 800 участников, работали разные юристы. В результате совместной работы был выработан новый единый проект Конституции РФ, который в дальнейшем был вынесен Президентом на всенародный референдум, и в дальнейшем стал действующей Конституцией Российской Федерации.
Первоначально в состав Конституционного совещания входили пять групп представителей: федеральных органов государственной власти; органов государственной власти субъектов РФ; местного самоуправления; политических партий, профсоюзных, молодёжных, иных общественных организаций, массовых движений и религиозных конфессий; товаропроизводителей и предпринимателей.
В октябре-ноябре 1993 года «президентский» проект Конституции РФ прошёл окончательную доработку во вновь созданных органах Конституционного совещания: Общественной и Государственной палатах, а также Комиссии конституционного арбитража Конституционного совещания, после чего был вынесен Президентом РФ на референдум 12 декабря 1993 года.
Результатом работы Конституционного совещания стало внесение многочисленных (несколько сотен) поправок в первоначальный «президентский» проект Конституции, который вобрал в себя некоторые положения из проекта Конституционной комиссии Съезда народных депутатов.